# Tortula toutonii
Tortula toutonii là một loài rêu trong họ Pottiaceae. Loài này được Bizot mô tả khoa học đầu tiên năm 1973.